# 宇宙人ムームー
『宇宙人ムームー』（うちゅうじんムームー）は、宮下裕樹による日本の漫画作品。『ヤングキングアワーズ』（少年画報社）にて、2019年6月号（4月30日発売）に読み切りが掲載されたのち、同年8月号（6月28日発売）より連載中。「スーパースペクタクル×家電あれこれ×にゃんコメディ」を標榜し、猫型異星人と女子大生の同居生活を描くSFコメディである。
2025年4月にはテレビアニメが放送開始。

## あらすじ
遠い宇宙から地球にやって来た猫型異星人・ムームーは、母星の文明を再興するための手がかりとして家電技術を学ぶべく、東京都町田市に住む女子大生・梅屋敷桜子のアパートに宇宙船ごと衝突し、そのまま居候生活を始める。桜子の平凡な日常はムームーの奇行で一変し、家電を軸にした騒動が次々と巻き起こる。

## 登場人物
梅屋敷 桜子（うめやしき さくらこ）
声 - 春海百乃
石川県出身の大学生。京急大学文学部1年生。ムームーの面倒を見ることになる。内気で引っ込み思案。
ムームー
声 - 小桜エツコ
猫型の異星人。家電を研究中で桜子宅に居候。かつては「つぎはぎムームー」と呼ばれたエージェントだった。CIAOちゅ〜るに目がない。
デシマル
声 - 加瀬康之
ムームーの同胞で地球人を敵視。地球では主にインフラを研究している。
鶴見 アキヒロ（つるみ アキヒロ）
声 - 梶原岳人
桜子と同じ大学の学生。文学部1年生。生き物、特に猫が好き。極度の機械オンチ。父は国土交通大臣。
鮫洲 美輪（さめず みわ）
声 - 日比優理香
SNS映えを追求する肉食系女子。実家は新潟県の電器店で、家電にはそれなりに詳しい。しばしばアキヒロを「薄暗い所」に誘おうとする一方、桜子がアキヒロを誑かそうとしていると誤解し、彼女を敵視している。
天空橋 渡（てんくうばし わたる）
声 - 木内秀信
サークル「人類再生研究会」（旧・家電研究会）の部長。工学部4年生。園子のことが好き。
六郷 保（ろくごう たもつ）
声 - 熊谷健太郎
同サークルの部員。工学部3年生。
花月園子（かげつ そのこ）
声 - 藤井ゆきよ
ミスコン優勝経験を持つ女子学生。通称「微笑み小町」。渡についてはまんざらでもない様子。
シベリア
声 - 高橋花林
異星人チームの情報担当。
穴守 順一郎（あなもり じゅんいちろう）
声 - 小西克幸
警視庁警備局公安部特務課のエージェント。陰ながらムームーと桜子をサポートする。
ドライ
声 - 吉野裕行
急進派の刺客。
カーニバル将軍
声 - 稲田徹
異星人の急進派で武闘派。足が不自由。
オクタル
声 - 高木渉
急進派の異星人。
北品川 のぞみ（きたしながわ のぞみ）
声 - 伊藤静
桜子のアパートの隣人。社畜。

## 書誌情報
- 宮下裕樹 『宇宙人ムームー』 少年画報社〈YKコミックス〉、既刊8巻（2025年4月30日現在）
  1. 2020年4月30日発売[6]、ISBN 978-4-7859-6662-1
  2. 2021年1月29日発売[7]、ISBN 978-4-7859-6847-2
  3. 2021年7月29日発売[8]、ISBN 978-4-7859-6967-7
  4. 2022年5月30日発売[9]、ISBN 978-4-7859-7145-8
  5. 2023年2月28日発売[10]、ISBN 978-4-7859-7335-3
  6. 2023年10月30日発売[11]、ISBN 978-4-7859-7523-4
  7. 2024年5月30日発売[12]、ISBN 978-4-7859-7674-3
  8. 2025年4月30日発売[13]、ISBN 978-4-7859-7923-2

## テレビアニメ
2025年4月よりTOKYO MXほかにて放送中。

### スタッフ
- 原作 – 宮下裕樹[4]
- 監督 – 髙橋知也[4]
- シリーズ構成 – 大知慶一郎[4]
- キャラクターデザイン – 大田謙治[4]
- 宇宙人デザイン - 保達めぐ美
- 家電監修 – 藤山哲人[4]
- 色彩設計 – 山本真希、勝田綾太[4]
- 美術監督 – Scott MacDonald[4]
- 美術設定 - 高橋麻穂
- 撮影監督 – 柚木脇達己[4]
- CGディレクター - 伊藤裕佑
- 編集 – 神宮司由美[4]
- 音響監督 – 郷田ほづみ[4]
- 音楽 – 栗コーダーカルテット[4]
- 音楽制作 - ポニーキャニオン
- 音楽プロデューサー - 中村伸一
- プロデューサー - 山本京佳、大久保圭
- 制作統括 - 井上たかし
- アニメーション制作 – OLM[4]
- 製作 - 『宇宙人ムームー』製作委員会（ポニーキャニオン、OLM）

### 主題歌
「ふしぎなきみ」
サバシスターによる第1クールのオープニングテーマ。作詞・作曲はなち。
「MOVE MOVE」
a子による第2クールのオープニングテーマ。作詞・作曲はa子、編曲は中村エイジ。
「さよなら人類」
さくらこ（春海百乃）&ムームー（小桜エツコ）による第1クールのエンディングテーマ。作詞は柳原幼一郎、作曲は柳原幼一郎／知久寿焼／石川浩司／滝本晃司、編曲は栗コーダーカルテット。
たまの楽曲カバー。
「すばらしい日々」
さくらこ（春海百乃）&ムームー（小桜エツコ）による第2クールのエンディングテーマ。作詞・作曲は奥田民生、編曲は栗コーダーカルテット。
UNICORNの楽曲カバー。

### 各話リスト
| 話数   | サブタイトル               | 脚本       | 絵コンテ   | 演出       | 作画監督 | 総作画監督 | 初放送日       |
| ------ | -------------------------- | ---------- | ---------- | ---------- | --- | ---------- | -------------- |
| 第1話  | ムームーと電子レンジ       | 大知慶一郎 | 髙橋知也   | 髙橋優     | 吉田満智子 豊田茉莉                                                                                          | 大田謙治   | 2025年 4月10日 |
| 第2話  | ムームーと掃除機           | 大知慶一郎 | 髙橋優     | 藤田健太郎 | 加藤壮 Fusion Studio                                                                                         | 大田謙治   | 4月17日        |
| 第3話  | ムームーと自動ドア         | 小林雄次   | 川石テツヤ | 佐土原武之 | 五十嵐優花 杉山直輝 Fusion Studio                                                                            | 三島千枝   | 4月24日        |
| 第4話  | 天空橋とワイヤレス送電     | 山田由香   | 福島宏之   | 日下部優樹 | 山本径子 Han sung hui 安斉佳恵 武内啓 蕭宇庭                                                                 | 大田謙治   | 5月1日         |
| 第5話  | ムームーとエアコン         | 鴻野貴光   | 池田重隆   | 李起燮     | 細山正樹 Jumondou Seoul Jumondou Wuxi                                                                        | -          | 5月8日         |
| 第6話  | ムームーと炊飯器           | 大知慶一郎 | 髙橋優     | 髙橋優     | 吉田満智子 豊田茉莉                                                                                          | 大田謙治   | 5月15日        |
| 第7話  | 鮫洲と体温計               | 大知慶一郎 | 岩崎知子   | 清水明     | 桝井一平 HAN SEUNG HUI 蕭宇庭 杜林桂                                                                         | 大田謙治   | 5月22日        |
| 第8話  | ムームーとコンセント       | 山田由香   | 池田重隆   | 藤田健太郎 | 元廣和恵 倉内雄志朗 櫻井拓郎 ナカノアキコ                                                                    | -          | 5月29日        |
| 第9話  | ムームーとテレビ           | 小林雄次   | 福島宏之   | 遠藤良柄   | 金正男 サモエド 森悦史 仲金 季亜晨 Kim Jeongu Park Songhwa                                                   | -          | 6月5日         |
| 第10話 | ムームーとカメラ           | 鴻野貴光   | 福島宏之   | 高橋滋春   | ホン・インス キム・ギョンホ 金炅垠 ミン・ヒョンソク オ・スンフン イ・ガンウ キム・スクヒ                     | 大田謙治   | 6月12日        |
| 第11話 | ムームーと空気清浄機       | 山田由香   | 高橋滋春   | 金元会     | 劉沂 | 吉田満智子 | 6月19日        |
| 第12話 | ムームーと乾電池           | 小林雄次   | 岩崎知子   | 日下部優樹 | シン・ソンミン パク・ジェソク ハン・スンジン チョ・ミジョン キム・ボンドク                                   | -          | 6月26日        |
| 第13話 | 桜子と文化祭               | 大知慶一郎 | 深沢幸司   | 深沢幸司   | 加藤壮 | 三島千枝   | 7月3日         |
| 第14話 | 穴守とGPS                  | 鴻野貴光   | 佐々木勅嘉 | 佐々木勅嘉 | 朴純玉 許在瑛 金成宇                                                                                         | 大田謙治   | 7月10日        |
| 第15話 | ムームーと光合成           | 山田由香   | 高橋滋春   | 遠藤良柄   | 金正男 サモエド 森悦史 Kennedy Freeman Federico Iglesias キム・ジョンウ パク・ジユン チョウ・ウンギョン 仲金 | 吉田満智子 | 7月17日        |
| 第16話 | ムームーとアクションカメラ | 小林雄次   | 清水聡     | 藤田健太郎 | 小林明美 元廣和恵 倉内雄志朗 櫻井拓郎 光の園・アニメーション                                                 | -          | 7月24日        |
| 第17話 | ムームーと冷蔵庫           | 大知慶一郎 | 小瀧礼     | 高橋滋春   | Ko Yu il Kim Bong deok Park Jae seok Jo Ju seon Han Seung jin                                                | 吉田満智子 | 7月31日        |
| 第18話 | 六郷とEMS                  | 鴻野貴光   | 藤田健太郎 | 永井優輝   | キム・キョンウン キム・ギョンホ キム・ミンソプ イ・ガンウ ホン・インス                                       | 大田謙治   | 8月7日         |
| 第19話 | 天空橋と嘘とビデオテープ   | 小林雄次   | 高橋滋春   | 佐々木勅嘉 | 豊田茉莉 五十嵐優花 杉山直輝                                                                                 | 三島千枝   | 8月14日        |
| 第20話 | アキヒロとタンクレストイレ | 山田由香   | 清水聡     | 金元会     | カン・ミエ キム・ギョンホ キム・ミンソプ キム・ジョンバム ユ・ミンジ ホン・インス                            | 吉田満智子 | 8月21日        |

### 放送局
| 放送期間        | 放送時間                     | 放送局     | 対象地域   | 備考                                 |
| --------------- | ---------------------------- | ---------- | ---------- | ------------------------------------ |
| 2025年4月10日 - | 木曜 0:00 - 0:30（水曜深夜） | TOKYO MX   | 東京都     |                                      |
|                 |                              | BS11       | 日本全域   | BS放送 / 『ANIME+』枠                |
|                 | 木曜 1:00 - 1:30（水曜深夜） | 群馬テレビ | 群馬県     |                                      |
| 2025年4月13日 - | 日曜 2:38 - 3:08（土曜深夜） | 毎日放送   | 近畿広域圏 | 『アニメシャワー』第2部              |
| 2025年4月14日 - | 月曜 22:30 - 23:00           | AT-X       | 日本全域   | CS放送 / 字幕放送 / リピート放送あり |
| 2025年4月15日 - | 火曜 2:00 - 2:30（月曜深夜） | 北陸放送   | 石川県     |                                      |

| 配信開始日    | 配信時間                   | 配信サイト |
| ------------- | -------------------------- | --- |
| 2025年4月10日 | 木曜 1:00（水曜深夜） 更新 | ABEMA dアニメストア |
| 2025年4月15日 | 火曜 1:00（月曜深夜） 更新 | バンダイチャンネル DMM TV FOD Hulu Lemino MBS動画イズム Prime Video U-NEXT ニコニコチャンネル Rakuten TV ビデオマーケット |
| 2025年4月16日 | 水曜 0:00（火曜深夜） 更新 | J:COM STREAM milplus Pontaパス TELASA                                                                                     |

### BD
ポニーキャニオンより発売。
| 巻 | 発売日             | 収録話          | 規格品番   |
| -- | ------------------ | --------------- | ---------- |
| 上 | 2025年9月3日予定   | 第1話 - 第12話  | PCXP-51175 |
| 下 | 2025年11月12日予定 | 第13話 - 第24話 | PCXP-51176 |

## コラボレーション
- 町田市内タイアップ企画として、スタンプラリー（2025年4月27日 - 5月6日）やポスタージャックが実施された[20][21]。
- 『月刊ムー』とのコラボTシャツなど公式グッズがヴィレッジヴァンガード各店で2025年4月9日より販売開始[22]。